# 达扎寺镇
达扎寺镇（藏語：སྟག་ཚ་དགོན་ཀྲེན），是中华人民共和国四川省阿坝藏族羌族自治州若尔盖县下辖的一个乡镇级行政单位。位于若尔盖县中部，在班佑河下游沿岸。

## 地名
镇名得名自达扎寺（藏語：སྟག་ཚ་དགོན），寺名来自建寺者第一世达扎活佛曲吉·毛朗伦珠。

## 历史沿革
1949年前，本地原有达扎寺及一个塔哇，寺内僧人254人，为格鲁派，塔哇54户，156人。1963年建立扎达寺镇，1969年改为红胜镇，1978年5月改回扎达寺镇。
境内的达扎寺建于康熙二年（公元1663年），由第一世达扎活佛曲吉·毛朗伦珠建立。

## 行政区划
达扎寺镇下辖以下地区：
曙光街社区、商业街社区、红光村、向东村和岭嘎村。